# Nusplingen
Nusplingen – miejscowość i gmina w Niemczech, w kraju związkowym Badenia-Wirtembergia, w rejencji Tybinga, w regionie Neckar-Alb, w powiecie Zollernalb, wchodzi w skład wspólnoty administracyjnej Meßstetten. Leży w Jurze Szwabskiej, w Parku Natury Górnego Dunaju, nad rzeką Bära, ok. 15 km na południe Balingen.